# Большая Белобомская пещера
Большая Белобомская — пещера в Онгудайском районе Республики Алтай в известняковом массиве Белого Бома около села с одноимённым названием на правом берегу реки Чуи. Состоит из четырёх галерей общей протяжённостью 140 метров. Имеет 3 входа (северный, южный и юго-восточный) и одно окно, выходящее прямо к отвесному обрыву на Чуйский тракт.